# Latinovits Zoltán
Latinovits Zoltán (Budapest, Magyar Királyság, 1931. szeptember 9. – Balatonszemes, Magyar Népköztársaság, 1976. június 4.) Jászai Mari-, Balázs Béla- és posztumusz Kossuth-díjas magyar színész. A legnépszerűbb magyar színészek egyike, sokan úgy emlegetik: a színészkirály. Anyai ágon testvére Bujtor István Balázs Béla-díjas színész és Frenreisz Károly Kossuth-díjas zenész. A nemesi címek eltörléséig borsódi és katymári báró volt.

## Élete

### A színésszé válás útján
1931. szeptember 9-én Budapesten született, saját elmondása szerint nagyapja, Gundel Károly éttermében, „éppen Krúdy Gyula bácsi asztala fölött”. Édesapja báró Latinovits Oszkár földbirtokos (Zombor, 1905. április 19. – Budapest, 1954. szeptember 20.), édesanyja a száz éves kort megért Gundel Katalin, a legendás vendéglátós família sarja. Az édesapa gyermeke születése után nem sokkal elhagyta a családot, ami élete végéig fájdalommal töltötte el Latinovitsot. Édesanyja 1941-ben férjhez ment Frenreisz István orvoshoz, akitől még két gyermeke született: István (1942), aki Bujtor István néven színész, és Károly (1946), aki Frenreisz Károly néven zenész lett.
A konyhaművész Gundel unokájaként a tizenhárom nagybácsi, a gyermeklélek számára csodás-misztikus állatkert, és a nevezetes étterem alkotta hangulatos légkörben nevelkedett. „Tört fényű kagylókkal érkeztem a világra, babonás füvekkel, virágszirmokkal, ördögfintorral, gömbölyű boszorkánykavicsokkal. Felhők, napok, csillagok szikráinak barlanghomályos rajzát hurcoltam magammal, elkezdett kanyaros vonalakat, kis görcsös köröket, befejezetlen görbéket” – vallja. Bár évvesztes lett volna, de már tudott olvasni, hatévesen ezért beíratták a Damjanich utcai elemi iskolába.
1949-ben érettségizett a budapesti Állami Szent Imre Gimnáziumban. Osztálytársai többek között Abody Béla, Györgyi Géza, Töttössy Csaba és Vajda Miklós voltak. A gimnázium önképzőköre bemutatta Sárközi György Dózsa György című drámáját. Ebben egy epizódszerepet alakított. Szövegét a nézőknek félig háttal, lámpalázasan, beszédhibával mondta el. Az előadás után – a vendégként jelen levő – Bajor Gizi csak őt kereste meg, és a következő szavakkal inspirálta: „Maga menjen színésznek!". Ez eddig sem Latinovitsnak, sem másnak nem jutott eszébe.
1952-ig „bizonyos koráramlat” következtében asztalostanonc, majd hídépítő munkás lett, de hamarosan beiratkozott a Budapesti Műszaki Egyetemre, és 1956-ban építészmérnökként vörös diplomát kapott. Mindeközben 1951-től már NB I-es (tartalék) játékos volt a Haladás SE kosárlabdacsapatában, ezenkívül nagyon jó vitorlásversenyző. Az egyetemi évek alatt is folyamatosan szavalt, Lehotay Árpád és Galamb Sándor tanítványaként, valamint tbk. a MÁVAG színjátszó csoportjának tagjaként ismerkedett a színészmesterség fortélyaival, s mint később bevallotta: igencsak nehezen ment neki. 1956-ban mégis szerződtették Debrecenbe segédszínésznek; Szendrő József igazgatása alatt többek között Andaházy Margit, Csáki Magda, Hegedűs Ágnes, Lőrinczy Éva, Medgyesi Mária, Szabó Ildikó, Márkus László, Angyal Sándor, Harkányi Endre, Simor Ottó, Lőte Attila, Tréfás György. Tyll Attila, Selmeczi Mihály és Novák István mellett tanulhatta a színészmesterséget, de segédszínész-társa volt a pályát gyorsan elhagyó Hofi Géza is.

### Pályájának alakulása
1959-től kezdve egészen haláláig filmezett. Közben több színházban is játszott: 1957–1959 között a Debreceni Csokonai Színházban, 1959–1961 között Miskolci Nemzeti Színházban, 1961–1962 között újra a Debreceni Csokonai Színházban játszott. 1962–1966 között a Vígszínház tagja volt. A Vígben bemutatkozó előadása 1962. szeptember 26-án a Várkonyi Zoltán által rendezett, „Különös találkozó" című darabban volt. 1966–1968 között  Thália Színház tagja volt. Benne: Örkény István: Tóték. 1969–1971 között megint a Vígszínház tagja volt. 1972–1973 között a Veszprémi Petőfi Színház társulatában játszott, majd 1974–1975 között az Irodalmi Színpad tagja volt. 1976. február 27.-étől Fővárosi Operettszínház tagja, és egyben az utolsó színházi bemutatója. A darab címe: A kutya, akit Bozzi úrnak hívtak. A darab szerzői: Fényes Szabolcs-Békeffi István és G. Dénes György, az előadást Vámos László rendezte.

### Szerepei
Latinovits Zoltán modern játékstílusát intellektuális szerepértelmezés, az indulatok aprólékos ábrázolása, kivételes ironizáló hajlam jellemezte. Művészi pályáján elsősorban klasszikus hősöket, valamint torz lelkű gonoszokat formált meg kivételes találékonysággal, alázatos, tiszta alakításokkal. Színházi munkáinak sorából kiemelkedik a Rómeó és Júlia címszerepe (Júlia Ruttkai Éva volt), a Játék a kastélyban (Ádám), a Mario és a varázsló (Cipolla), a Tóték (Őrnagy), Az ügynök halála (Willy Loman). Jelentős kései alakítása fűződik a Ványa bácsi c. Csehov-darabhoz, amelynek címszerepét játszotta. Veszprémben megvalósíthatta régi álmát: rendezhetett. Németh László Győzelem c. drámáját valósíthatta meg. Első rendezése az év nagy színházi eseménye volt.
Bár a színházi színészetet sokkal előbbre sorolta, a magyar filmművészet számára is maradandót alkotott: először Krisztyán Tódorként az 1962-es Aranyember-feldolgozásban, majd a Pacsirta, a Szegénylegények, az Alfa Rómeó és Júlia, a Szindbád, A Pendragon-legenda, Az ötödik pecsét szerepeiben. Az Utazás a koponyám körül filmadaptációjáért a San Sebastián-i Nemzetközi Filmfesztivál legjobb férfiszínésznek járó díját vihette haza.
Először 1957-ben találkozhattunk nevével egy debreceni színlapon. Heltai Jenő, Tündérlaki lányok című darabjában Pázmán Sándor szerepét adta. Az előadást Thuróczy György rendezte; játszótársai voltak: Timár Ila, Fényes Márta, Csengeri Edit, Schaff Ibolya, Tikos Sári, Ujvárosi Katalin, Petróczky Irén, Bán Elemér, Dánffy Sándor, Puskás Ferenc. Ebben az időszakban – kisebb-nagyobb szerepekben – havonta voltak bemutatói.

### Latinovits, az előadóművész
Már 3 éves kora óta szavalt, majd az egyetem évei alatt folyamatosan mondott verset. Színészként a magyar előadó-művészet talán legnagyobb alakjává vált. Ady Endre, József Attila, Illyés Gyula, Kosztolányi Dezső és más költők verseinek ihletett előadójaként összetéveszthetetlen, fülsimogató baritonján senki máshoz sem fogható művészi elevenséggel élte meg a magyar sors minden aspektusát. „Gondolatom az, hogy az előadóművésznek magát a költőt kell megjátszania, vagyis az alkotás hosszú folyamatát kell olyan röviden összefoglalnia, mint maga a vers, a költőt kell életre keltenie úgy, ahogy ő a költőt a mű első élményében, az alkotás küzdelmében elképzeli” – vallotta. Újfajta látásmódjával szakított az egyoldalú, távolságtartó versmondói stílussal, és ezerárnyalatú, hajlékony előadóművészetével hű folytatója lett Ascher Oszkár és Egressy Gábor versmondói munkásságának. Szavalatainak hangulata, csengő-bongó rímei előre kimunkált hangsúlyozással és artikulációval párosultak.

### Latinovits, a magánember
Igazságomból nem engedtem soha, káros szenvedélyem a dohányzás, meg az, hogy tehetségtelen, ezért rosszakaratú emberekkel összeférhetetlen vagyok.
Összeférhetetlennek, „rendszerellenesnek” tartották egyéni véleménye, meg nem alkuvó életszemlélete, nehéz természete miatt. Mindenkinek az igazat mondta, ha néha kíméletlenül és túlzottan szigorúan is, de mindenképpen találóan és bátran. Alkatából kifolyólag élete utolsó éveiben alig kapott szerepeket, és folytonos zaklatásoknak volt kitéve. Latinovits azonban – a néha-néha felbukkanó, de mindenképpen pejoratív ítéletekkel ellentétben – nem volt botrányhős, csupán tudatos, felelősségteljes művész, aki színészi érzékenysége, kompromisszumoktól való irtózása folytán került összetűzésbe „ellenfeleivel”. Ellenkezőleg: az örök idealisták és meg nem alkuvók nagy családjának tagja volt. Alázatos, nem csak a színpadon becsületes, elvhű ember, aki életérzéssé merte és kívánta artikulálni a korabeli színházi és politikai viszonyok ellen meggyőződésből lázadó ember (jobbító szándékú) haragját.
Halála után Pilinszky János, Illyés Gyula, Örkény István és a magyar irodalom számos jeles alakja búcsúztatta. Illyés Gyula Búcsú L.Z.-tól c. expresszionista versében emlékezik a magyar nemzet színészóriására. A hatvanas években Latinovits igazi ikercsillagra lelt Ruttkai Éva személyében. Regényesen nagy, szenvedélyes szerelmük számos, közös filmalkotásukba és színházi produkciójukba átviharzott. 15 év kapcsolat után szakítottak, ezután eljegyezte Csongrádi Kata színésznőt, azonban házasságra nem került sor, majd a szakítás ellenére Ruttkai Évával folytatta kapcsolatát.

### Halála
Sokat viaskodott az akkori hatalom képviselőivel, szeretett volna másfajta színházat létrehozni a hozzá hasonló szemléletű színészek, színházi szakemberek részvételével. „…összeférhetetlen vagyok. Mindazokkal szemben, akik nem értenek a szakmájukhoz, mégis gyakorolják, sőt vezető helyen gyakorolják – azokkal én nem tudok egyetérteni. Nem is fogok. Erre engem nem lehet rávenni.” Sokan, sokféleképpen hallgatták a Magyar Rádióban 1967 karácsonyán elhangzott nyilatkozatát.
Harcait, igazságkeresését, jobbító szándékát írásban is megfogalmazta a Ködszurkáló című (1973) önéletrajzi kötetében. Azonban a kortársak meg nem értése felőrölte idegeit, és hosszabb ideig depresszióval küzdött. Utolsó munkája a Rádiószínházban egy rádiófelvétel volt, ahol Bárdos Pál Rákóczi-induló című dokumentumjátékában Ady Endre Két kuruc beszélget című versét mondta el, 1976. június 3-án.
Másnap, június 4-én már Balatonszemesről napközben levelet írt Cserhalmi Györgynek: „A depresszió vagy vélt depresszió ellustított, teljesen elpuhított […] Tegnap még fél napot ágyban töltöttem. Ma végre nekiláttam a jógázásnak, favágásnak. Ezért ma jobban érzem magam. Most már mindennap háromszor megcsinálom a gyakorlatokat.” Majd késő délutáni sétája alkalmával a megérkező Nagykanizsa-Budapest gyorsvonat halálra gázolta.
Latinovits Zoltán 1976. június 4-én – 44 éves korában – a balatonszemesi vasúti átjáróban veszítette életét. Máig vitatott, hogy öngyilkossági szándék vagy véletlen baleset következtében hunyt el, és erre a halála körülményeit részletesen vizsgáló Szigethy Gábor Anatómiai vázlat c. értekezése sem nyújtott megbízható választ. Jóval később, a 2010-es években a Kossuth Rádió egyik műsorában a vonatot továbbító mozdonyvezető az öngyilkosságot erősítette meg: „Föltartott kezekkel, szemben velem lépett a mozdony elé, jóval féktávolságon belül…”.
1976. június 6-án vasárnap – akkor még vasárnap is megjelentek a napilapok – mind a négy újságban megjelent a hír Latinovits Zoltán haláláról. Mind a négy napilapban (Magyar Hírlap, Magyar Nemzet, Népszava, Népszabadság) megjelent a Kulturális Minisztérium és a Színházművészeti Szövetség kommünikéje. Nem címoldalon, nem feltűnően nagy betűkkel, gyászkeretben is csak a Népszabadságban.
Az egyenszöveg ez volt: „Latinovits Zoltán érdemes művész 45 éves korában – hosszan tartó, súlyos betegség után – véget vetett életének. A mai magyar színházművészet kiemelkedő egyénisége volt. Halála kulturális életünknek súlyos vesztesége. Temetéséről később történik intézkedés.”
Tarics Péter oknyomozó könyvében cáfolja, hogy Latinovits Zoltán öngyilkos lett volna. A rendőrségi jegyzőkönyvek, vasúti dokumentumok felkutatása és összevetése, a halál körülményeinek részletes feltárása és szemtanúk megszólaltatása alapján, szerinte szerencsétlen és tragikus baleset történt: a vonat vezetője könyvében a jegyzőkönyvi „hivatalos verzió" helyett azt mondja, hogy Latinovits a NOHAB mozdony elhaladtával a vonat oldalának csapódott. A színészkirály az édesanyjával tervezett vacsora előtt elment a „fejét kiszellőztetni”; útközben a Bozzi úr szerepét gyakorolta színpadias gesztusokkal. Eközben túl közel állt meg a vasúti átjáróban a vágányokhoz a gyorsvonat elhaladtára várva, s annak légörvénye beszippantotta. A három perc alatt kiérkező mentők még életben találták a negyedik vagon alatt. Haláláról Varga Tamás és S. Nagy István szerzett dalt, melyet Csongrádi Kata adott elő.
Vándor, ki erre jársz, / sírj vagy nevess, / zokogó víz, / Balatonszemes / fái görcsben a tóra hajolnak / hatalmas nagy fia holtán, / ki voltál / Latinovits Zoltán. / Pünkösdi lángnyelv / júniusi szélben / lecsap a habokra, / hazányi vakokra / boldog vagonokra. / Napfogyatkozás / egy / júniusi éjben.
2004 novemberében Molnár Gál Péter egy televíziós adásban azt nyilatkozta, hogy Bujtor István a felelős testvére haláláért, mert  Latinovitsot azzal az orvosi tanáccsal engedték ki a kórházból, hogy öngyilkossági gondolatai miatt nem szabad egyedül hagyni, ezzel szemben Bujtor magára hagyta és elment vitorlázni a Balatonra. Bujtor István beperelte Molnár Gál Pétert, aki az eljárás során viszontkeresetben rámutatott arra, hogy Bujtor és féltestvére Frenreisz Károly egy másik TV-műsorban azt állította, hogy Latinovits azért lett öngyilkos, mert Molnár Gál Péter bántó kritikát írt róla. A bíróság mindkét keresetet elutasította, azzal az indoklással, hogy ilyen időtávlatból nem lehet eldönteni, hogy mi vezetett a színész halálához.

## Anekdoták róla
A Latinovits-Komlós affér
A művészkörökben közismert anekdota szerint 1976-ban egy alkalommal Latinovits bement a fiatalon rabbinak tanuló, majd ÁVH-s kihallgató tiszti múltjáról hírhedt Komlós János által vezetett Mikroszkóp Színpadra megnézni egy előadást. Találkozásukkor Komlós így szólt Latinovitshoz: „Nem tudom, miként üdvözöljem itt Önt: mint Latinovits Zoltánt, a híres színészt, mint Latinovits földbirtokos fiát vagy mint a legidősebb Gundel unokát?” Latinovits így válaszolt: „Én sem tudom, kinek köszönjem meg, Komlós Jánosnak, a Mikroszkóp Színház igazgatójának, az egykori ÁVO-s katonatisztnek vagy a zsidó rabbi (fiá)nak?

## Színházi szerepeiből
A Színházi adattárban regisztrált bemutatóinak száma: színész-75, rendező-3;ugyanitt nyolcvanhat színházi felvételen is látható.
- Shakespeare:
  - Rómeó és Júlia (Rómeó)
  - II. Richárd (Henrik)
  - Tévedések vígjátéka (Ephesusi Antilophas)
  - Vízkereszt (Orsino)
- Csehov: Ványa bácsi (Ivan Petrovics Vojnyickij)
- Dosztojevszkij: A Karamazov testvérek (Iván)
- Makszim Gorkij: Vassza Zseleznova (Jevgenyij)
- G. B. Shaw:
  - Pygmalion (Henry Higgins)
  - Az orvos dilemmája (Louis Dubedat, festőművész)
- Miller:
  - Az ügynök halála (Willy Loman)
  - Közjáték Vichyben (Labeau)
- Thomas Mann:
  - Fiorenza (Girolamo Savonarola)
  - Mário és a varázsló (Cipolla lovag)
- Hugo: Királyasszony lovagja (Ruy Blas)
- Molnár Ferenc:
  - Liliom (Liliom)
  - Játék a kastélyban (Ádám)
  - Az ördög (János)
- Jókai: A kőszívű ember fiai (Jenő)
- Illyés:
  - A különc (Teleky László)
  - Tiszták (Pierre-Amiel, pápai legátus)
- Örkény: Tóték (őrnagy)
- Heltai:
  - A Tündérlaki lányok (Pázmán Sándor)
  - A néma levente (Agárdi Péter)
  - Az orvos és a halál (Titkár)
- Mikszáth: Különös házasság (Buttler János gróf)
- Csokonai: Özvegy Karnyóné (Lipitlotty)
- Bródy: A tanítónő (ifjú Nagy)
  - A dada (Viktor)
- Darvas: Zrínyi (Miksa császár)
- Kemény Egon - Victorien Sardou - Békés István: Párizsiak New Yorkban (Robert de Rochemore), (zenés vígjáték 4 felvonásban, Miskolci Nemzeti Színház, bemutató: 1960. január 22.)
- Békeffi - Fényes - G. Dénes: A kutya, akit Bozzi úrnak hívtak (Dr. Edvardo Bozzi)
- Kálmán: Marica grófnő (István)
- Kundera: Zárt ajtók mögött (Karel)
- Sartre: A tisztességtudó utcalány (Fred)
- Euripidész: Trójai nők (Talthybiosz)
- O'Neill: Amerikai Elektra (Orin)
- Pirandello: IV. Henrik (IV. Henrik)
- Chase: Barátom, Harvey (Sanderson dr.)
- Kielland: Az ember, aki nemet mondott (Frank)

## Filmszerepei
Számos filmben szerepelt, először 1959-ben a Gyalog a mennyországba címűben.
- Gyalog a mennyországba – Imre (1959)
- Kertes házak utcája – János (1962)
- Az aranyember – Krisztyán Tódor (1962)
- Pacsirta – Miklós (1963)
- Oldás és kötés – Járom Ambrus dr. (1963)
- Fotó Háber – Csiky Gábor (1963)
- Az aranyfej (1963)
- Karambol – Weber István (1964)
- Szegénylegények – Veszelka Imre (1965)
- Sellő a pecsétgyűrűn – Borsy Kálmán (1965)
- Iszony – Takaró Imre (1965)
- Fény a redőny mögött (1965)
- Sok hűség semmiért – szobrász (1966)
- Az orvos halála – narrátor (1966)
- Minden kezdet nehéz (1966)
- Egy magyar nábob – Szentirmay Rudolf (1966)
- Hideg napok – Büky őrnagy (1966)
- És akkor a pasas… – a főnök (1966)
- Aranysárkány – Fóris – tanár (1966)
- Kárpáthy Zoltán – Szentirmay Rudolf (1966)
- Máglyák Firenzében – VI. Sándor pápa (1967) (TV)
- Mélyrétegben (1967)
- Mocorgó (1967) (TV) – Iric
- Tanulmány a nőkről – Balogh Sándor (1967)
- Fiúk a térről – Somos doktor (1967)
- Egy szerelem három éjszakája – Menyhért (1967)
- Ninocska, avagy azok az átkozott férfiak – Vaszilij barátja/utas (1967) (TV)
- Csend és kiáltás – Kémeri (1968)
- Bánk bán – Bánk bán (1968) (TV)
- Kártyavár – Dr. Bán (1968)
- Egri csillagok – Varsányi Imre (1968)
- Falak – Ambrus László (1968)
- Keresztelő – Gócza Menyhért (1968)
- A régi nyár – Báró Pataky János (1969) (TV)
- A nagy kék jelzés – Abay – költő (1969)
- Komédia a tetőn – Géza (1969) (TV)
- Hazai pálya – Köves Béla, csapatkapitány (1969)
- Az örökös – Geréb Róbert (1969)
- Alfa Rómeó és Júlia – Vili (1969)
- Kéktiszta szerelem (1969)
- Az alvilág professzora – Gálffy alezredes (1969)[22]
- Isten hozta, őrnagy úr! – őrnagy (1969)
- Utazás a koponyám körül – Karinthy Frigyes, az író (1970)
- Szerelmi álmok – herceg (1970)
- Az utolsó ítélet (1970) (TV)
- Hálóban (1970) (TV)
- Szemtől szemben (1970)
- Mindannyiotok lelkiismerete megnyugodhat… (1970)
- Szindbád – Szindbád (1971)
- Bözsi és a többiek (1971) (TV)
- Lujzi (1971) (TV)
- Csárdáskirálynő – Miska (1971) /a német nyelvű verzióban is/
- A legszebb férfikor – Alker Tamás (1972)
- Volt egyszer egy család – Géza (1972)
- Híres szökések – Le baron de Kempelen (1972) (tévésorozat)
- A lámpás – pap (1972)[23]
- Harminckét nevem volt (Ságvári Endre emlékfilm)- Juhos csendőrőrnagy (1972)
- És mégis mozog a föld – Bálvándy báró (1973)
- Trójai nők – Menelaosz (1973) (TV)
- III. Richárd (1973) (TV)
- A magyar ugaron – Zilahy Kálmán – Tanár (1973)[24]
- A dunai hajós – Monsieur Boris (1974)
- A Pendragon legenda – Dr. Bátky János (1974)
- Kaputt (1974) (TV)
- 141 perc a befejezetlen mondatból – Wavra tanár (1975)
- Az áruló (1975) (TV)
- Az öreg – öreg(1975)
- Ballagó idő – Huszártiszt (1976)
- Az ötödik pecsét – Civilruhás (1976)
- Ki látott engem? (1977) (csak hang)

## Rendezései
- Németh László: Győzelem (Veszprémi Petőfi Színház, 1971/1972. évad)
- Makszim Gorkij: Kispolgárok (Veszprémi Petőfi Színház, 1972/1973. évad)[25]

## Szinkronszerepei

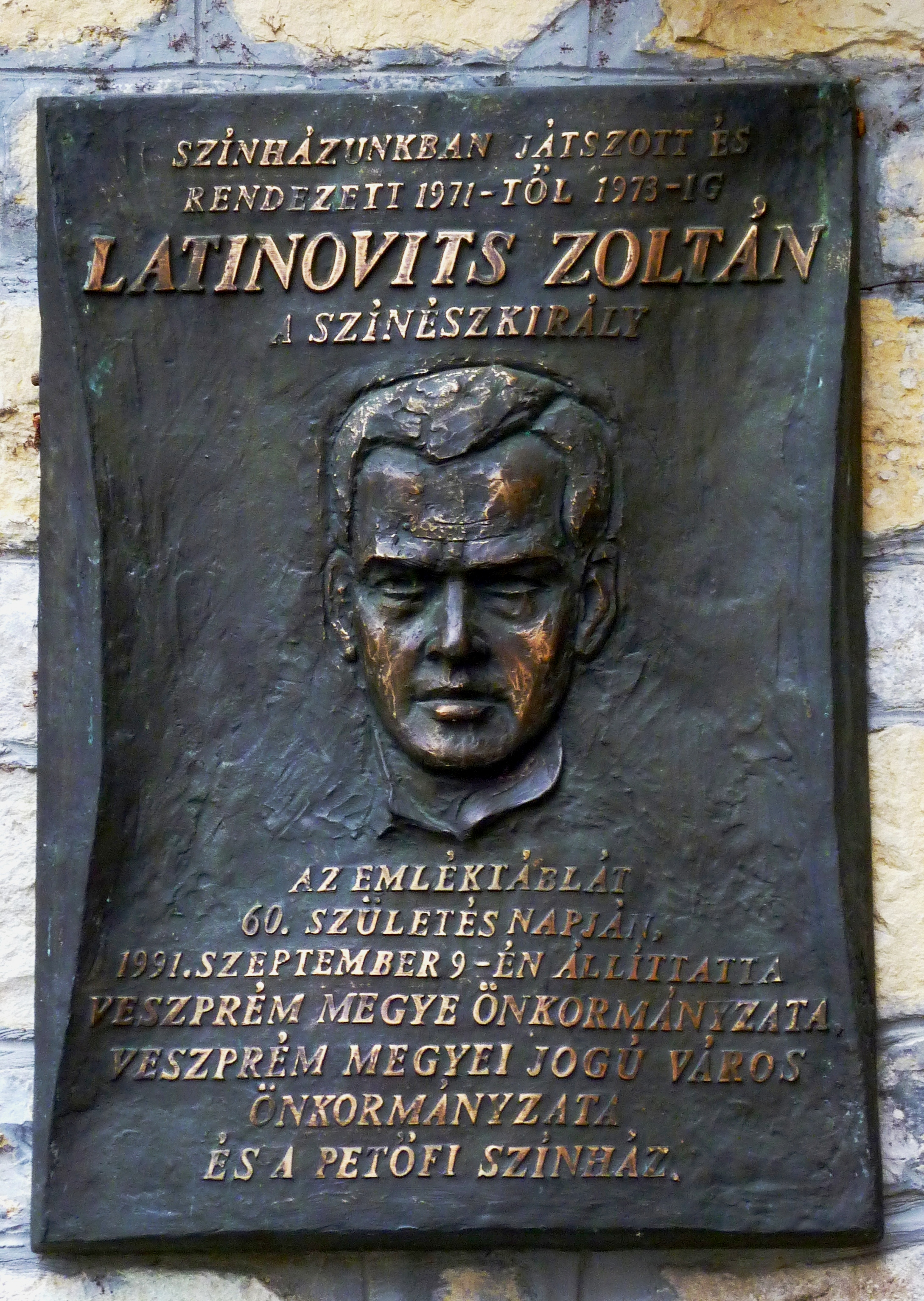
Latinovits Zoltán relief a Veszprémi Petőfi Színház homlokzatán

- Rómeó és Júlia (Romeo and Juliet) [1936] – Rómeó (Leslie Howard)
- Férfiszenvedély (The Lost Weekend) [1945] – Don Birnam (Ray Milland)
- A gyilkosok köztünk vannak (Die Mörder sind unter uns) [1946] – Dr. Hans Mertens (Ernst Wilhelm Borchert)
- Amíg mellettem vagy… (Solange Du da bist) 1953 – Frank Tornau (O.W. Fischer)
- A hősök elfáradtak (Les héros sont fatigués) 1955 – Wolf Gerke (Curd Jürgens)
- Fieszta (The Sun Also Rises) 1957 – Jake Barnes (Tyrone Power)
- Az édes élet (La dolce vita) 1960 – Marcello Rubini (Marcello Mastroianni)
- Éjféli csipke (Midnight Lace) 1960 – Anthony Preston (Rex Harrison)
- Ki volt dr. Sorge? (Qui êtes-vous, Monsieur Sorge?) 1961 – Richard Sorge (Thomas Holtzmann)
- Gyűlölet kegyelem nélkül (Haß ohne Gnade) 1962 – Rasan (Horst Frank)
- Hamlet (Gamlet) 1964 – Hamlet, dán királyfi (Innokenti Smoktunovsky)
- Rigócsőr királyfi (König Drosselbart) 1965
- A háborúnak vége (La guerre est finie) 1966 – Diego Mora (Yves Montand)
- Halálfejesek (The Born Losers) 1967 – Daniel `Danny` Carmody (Jeremy Slate)
- A mű (L’oeuvre) 1967 – Claude Lantier (Bernard Fresson)[26]
- Virinea (Virineya) 1968
- Légyfogó (Polowanie na muchy) 1969
- Ragyogj, ragyogj, csillagom! (Gori, gori, moya zvezda) 1969 – Kapitány (Vlagyimir Naumov)
- Menekülés (Beg) 1970 – Hludov tábornok (Vladislav Dvorzhetskiy)
- A Regina Krause-ügy (Fall Regine Krause) 1970 – Barton biztos (Erich Auer)
- Vizsgálat egy minden gyanú felett álló polgár ügyében (Indagine su un cittadino al di sopra di ogni sospetto) 1970 – Főfelügyelő (Gian Maria Volonté)
- Kardiogram 1970
- A Mattei-ügy (Il caso Mattei) 1972 – Enrico Mattei (Gian Maria Volonté)
- A rendőrség csak áll és néz (La polizia sta a guardare) 1973 – Cardone (Enrico Maria Salerno)
- Az utolsó szolgálat (The Last Detail) 1973 – Billy `Büdös Segg` Buddusky (Jack Nicholson)
- Gyorsított eljárás (Processo per direttissima) 1974 – Antonelli felügyelő (Eros Pagni)
- Miért ölnek meg egy bírót? (Perché si uccide un magistrato) 1974 – Alberto Traini bíró (Marco Guglielmi)
- Amerikai anzix (Amerikai anzix) 1974 – Fiala János hangja
- Columbo: Képek keret nélkül (1971) ~ Dale Kingston (Ross Martin) (első szinkron, 1976)

## Hanglemezek, rádiófelvételek
- William Shakespeare: Rómeó és Júlia (1961)
- Friedrich Schiller: Ármány és szerelem (1963)
- Dino Buzzati: Hét emelet (1964)
- Gyárfás Miklós: A hűség útvesztőiben (1964)
- Schneider: Az ember, aki Angliából jött (1964)
- Günther Eich : A viterbói lányok (1965)
- Az emberség gyönyöre - Az ötvenéves Benjámin László köszöntése  (1965)
- " Felröppennek színes csillagok..." (1965)
- Hegedűs Géza: Martinuzzi (1965)
- Hodzso Hidedzsi: Az özvegyember története (1965)
- Sós György: Köznapi legenda (1965)
- William Shakespeare: Szentivánéji álom (1965)
- John Dickson Carr : A császár szelencéje (1966)
- Mihail Solohov: Csendes Don (1967)
- Graham Billing : Forbush és a pingvinek (1968)
- Andrzej Nowitzky : Antik óra (1968)
- Somerset Maugham: Mr. Mindentudó (1968)
- William Faulkner (1968)
- Capek: Az ellopott 139/VII. c. üo. sz. irat (1969)
- Eötvös József: Magyarország 1514-ben (1970)
- Wolfgang Hildesheimer : Heléna, az áldozat (1970)
- Homérosz: Odüsszeia (1970)
- Fjodor Dosztojevszkij : A Karamazov testvérek (1971)
- Erle Stanley Gardner: A Bedford-gyémántok (1971)
- G. B. Shaw: Don Juan a pokolban (1971)
- Lev Tolsztoj: Hadzsi Murat (1971)
- Lope de Vega: A hős falu (1971)
- Maróti lajos: A kolostor (1971)
- Az utolsó utáni éjszaka (1971)
- Ambrus Tibor: Középnap (1972)
- Könyvet mindenki kezébe! (1972)
- Karinthy Frigyes: Egy nőt szeretni (1973)
- Karinthy Frigyes: E korban, melynek mérlege hamis (1973)
- Karinthy Frigyes: Kiáltvány (1973)
- Karinthy Frigyes: Megélek a levegőből (1973)
- Karinthy Frigyes: Megnyomok egy gombot (1973)
- Karinthy Frigyes: Minden másképp van (1973)
- Örkény István: Tóték (1973)
- Pausztovszkij: Útközben (1973)
- Karinthy Frigyes: Hannibál és társai (1974)
- Karinthy Frigyes: Mennyei riport (1974)
- Karinthy Frigyes: Tanár úr, kérem! (1974)
- Krúdy – Fantázia Török Tamás rádiókompozíciója (Magyar Rádió, 1974)
- Száraz György: A megközelíthetetlen (1974)
- Görgey Gábor: Komámasszony, hol a stukker? (1975)
- Israel Horowitz: Az indián a Bronxba vágy (1975)
- Mocsár Gábor: Riasztólövés (1975)
- Sarkadi Imre: Három játék (1975)
- Szaltikov-Scserdin: Juduska (1975)
- Bulgakov: A Mester és Margarita (1976) – Pilátus, hangjáték (Hungaroton 1978, 2005)
- Giles Cooper: Őrség a hegyen (1976)
- Lev Tolsztoj: "Emlékezz Arzamaszra!" (1976)
- Karinthy Frigyes: Utazás a koponyám körül (Az Év Hanglemeze, 1979)[27]
- Hangosversek
- Hungaroton – Arany János versei, elmondja Latinovits Zoltán (1986)
- A rádióban közölt utolsó interjú Baló Júlia közreműködésével (Baló Júlia: Utolsó interjú Latinovits Zoltánnal, Retro Media, 2008)
- Latinovits verset mond – (a verseket Vészabónoémi válogatta), Kossuth, Budapest, 2006 (CD-ROM-on is megjelent)

## Könyvei
- Ködszurkáló; Magvető, Budapest, 1973;[28] POKET Zsebkönyvek, Budapest, 2020
- Verset mondok. Tanulmányok, nyilatkozatok, műsorok; dokumentum gyűjt., összeáll. Surányi Ibolya; NPI, Budapest, 1978 (Szkénetéka)
- Emlékszem a röpülés boldogságára. Összegyűjtött írások; szerk., előszó, jegyz. Szigethy Gábor; Magvető, Budapest, 1985
- Németh László–Latinovits Zoltán: Győzelem. Szövegek, legendák, dokumentumok; összegyűjt., szerk., kísérőtanulmány, jegyz. Szigethy Gábor, fotók Benkő Imre; Országos Színháztörténeti Múzeum és Intézet, Budapest, 1991
- Magasból a mélybe. Latinovits Zoltán levelei Beke Alberthez; Mundus, Budapest, 1996
- Verset mondok. Tanulmányok, nyilatkozatok, műsorok; dokumentumgyűjt., összeáll. Surányi Ibolya; Holnap, Budapest, 2002
- Drága jó Mamikám! Levelek Édesanyjához; szerk., jegyz. Balatoni Monika; Kairosz, Budapest, 2003 (Magyar Thália)

## Kitüntetései
- 1966 – Jászai Mari-díj
- 1970 – Balázs Béla-díj
- 1970 – Magyar Filmkritikusok Díja – Legjobb férfi alakítás díja (több alakításért)
- 1975 – Érdemes művész
- 1990 – Kossuth-díj (posztumusz)
- 1996 – Magyar Örökség díj (posztumusz)
- 2015 – Ferencváros díszpolgára (posztumusz)[29]

## Egyéb érdekességek

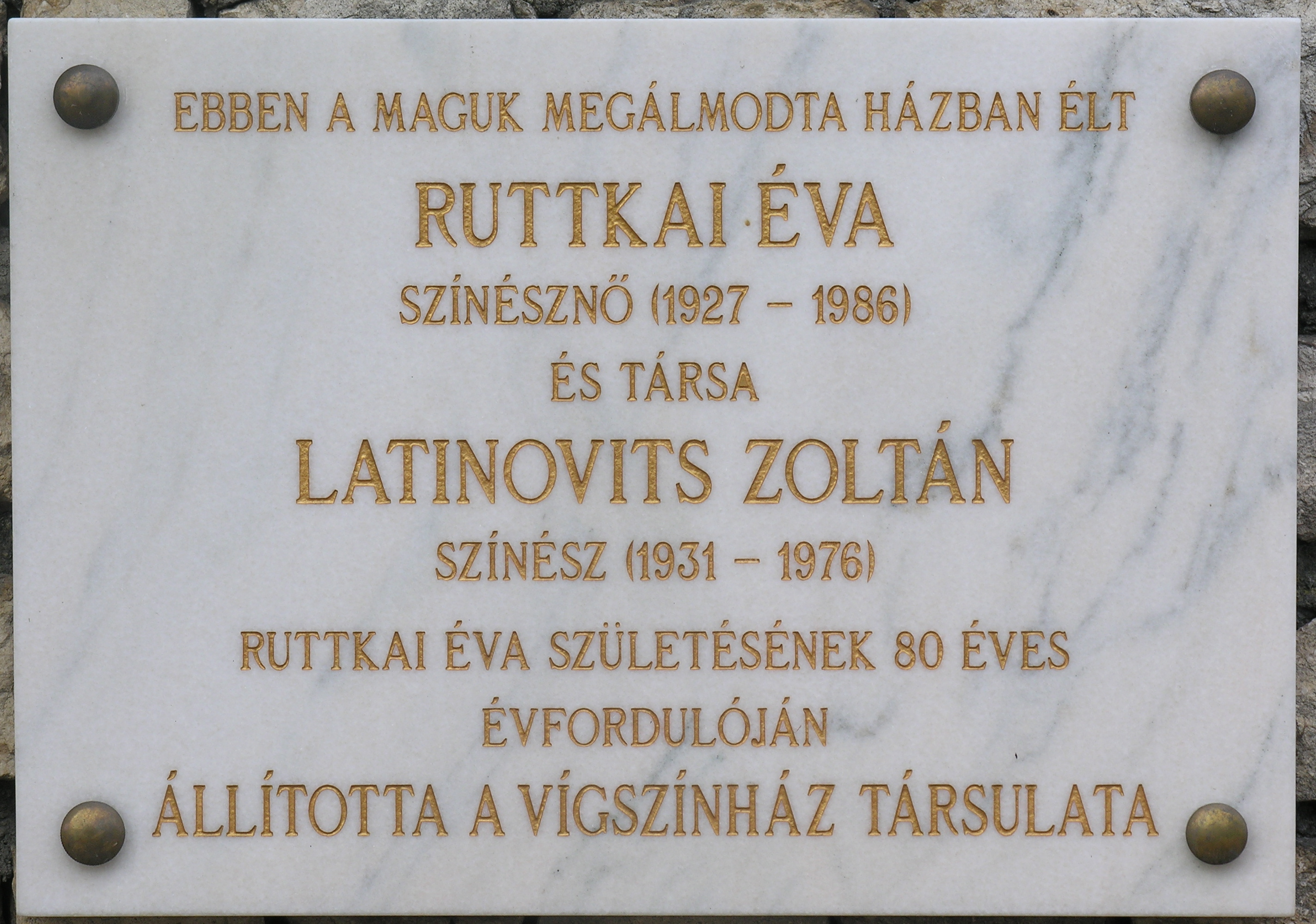
Ruttkai Éva és Latinovits Zoltán emléktáblája egykori lakhelyükön
Budapest, II. kerület, Endrődi Sándor utca 67.

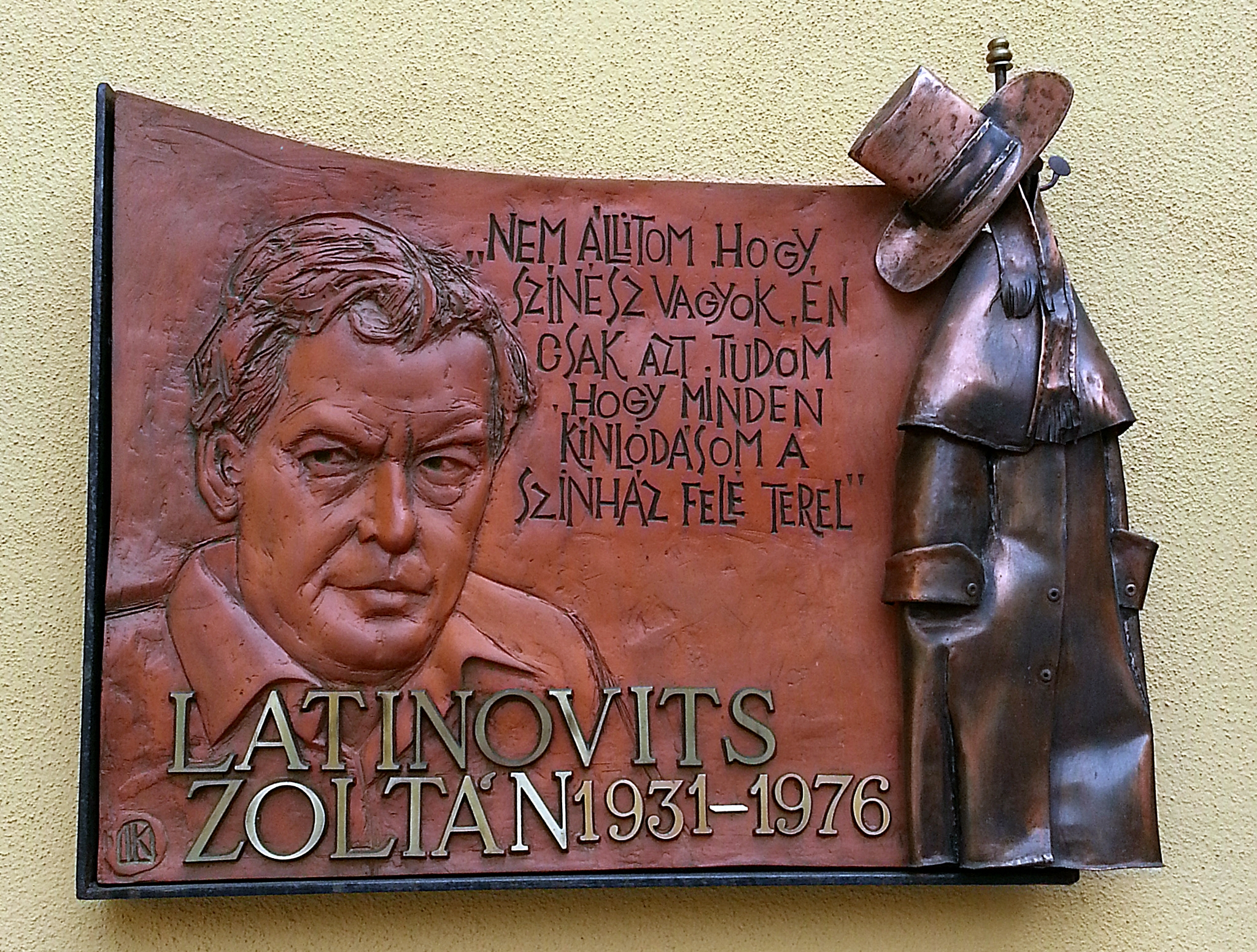
Emléktáblája:
a Szent Lukács Gyógyfürdőben
Krajcsovics Károly alkotása

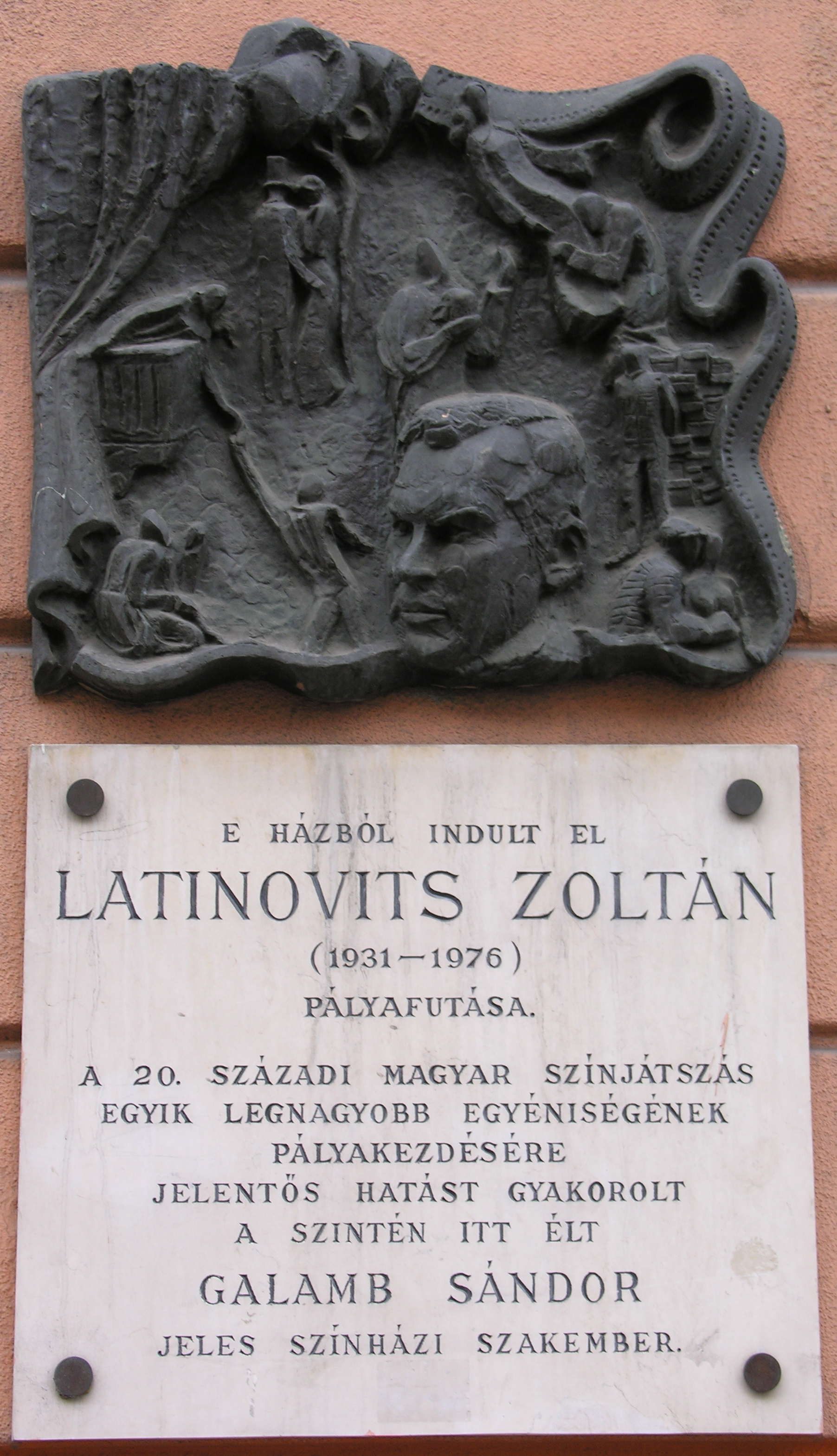
Latinovits Zoltán és Galamb Sándor emléktáblája (Budapest, IX. kerület, Mester utca 1.)

A Gundel családból származott, ennek kapcsán megérte a rendszer származás szerinti diszkriminatív politikáját. Személyes tragédiája az volt, hogy apja röviddel a születése után elhagyta a családot. Emiatt egész életében e méltatlan sorssal szemben a „szeretetre érdemesség” bizonyítási kényszere fűtötte.
Sok vetélytársa, irigye volt, akik ott próbálták kikezdeni, ahol lehetett, és ahol abban az időszakban szokás volt. Ruttkai Évával való együttléte mellett egyszer azt mondta: „az összes díjamat, szerepet és sikeremet elcserélném két kisgyerekre”.
Ezt nem adta meg neki a sors. Élete vége felé még Bagó nevű pulikutyájában találhatott barátot, és halála után hirtelenül sok-sok „barátja” lett, noha életében tehetetlen volt a politikai köntösbe bújtatott vagy egyéb módon álságos rágalmazásokkal szemben, amelyek gyakran érték.
Latinovits Zoltán családja és testvérei véleménye szerint Molnár Gál Péter színikritikus jelentései – aki III/III-as ügynökként megfigyelte Latinovitsot – hozzájárulhattak a színész halálához. Molnár G. Péter ezeket a vádakat, miközben Latinovitsról szóló könyvét dedikálta, „marhaságnak” nevezte. Korábban ő jelentette ki: „csak önmaga lelkiismeretével kell elszámolnia, a 90 besúgott színésszel szemben nem”. A Latinovits és Gundel család tagjai mélységesen felháborodtak e nyilatkozaton.
Budaörs városi színházát, a Budaörsi Játékszínt 2013. szeptember 11-én róla nevezték el: Budaörsi Latinovits Színháznak.
2002-ben kisbolygót neveztek el róla (132874 Latinovits).

## Származása
| Latinovits Zoltán (Budapest, 1931. szept. 9.– Balatonszemes, 1976. jún. 4.) színész | Apja: borsódi és katymári Latinovits Oszkár (Zombor, 1905. ápr. 19.– Budapest, 1954. szept. 20.) földbirtokos, kazánfűtő | Apai nagyapja: borsódi és katymári Latinovits Pál (Zombor, 1880. márc. 29.– Kolozsvár, 1911. okt. 28.) | Apai nagyapai dédapja: borsódi és katymári Latinovits Pál (Borsod (Bács vm.), 1856. okt. 29.– Budapest, 1914. nov. 28.) bácsi főispán |
| Latinovits Zoltán (Budapest, 1931. szept. 9.– Balatonszemes, 1976. jún. 4.) színész | Apja: borsódi és katymári Latinovits Oszkár (Zombor, 1905. ápr. 19.– Budapest, 1954. szept. 20.) földbirtokos, kazánfűtő | Apai nagyapja: borsódi és katymári Latinovits Pál (Zombor, 1880. márc. 29.– Kolozsvár, 1911. okt. 28.) | Apai nagyapai dédanyja: Stiborszky Janka (1858 körül– Budapest, 1907. máj. 7.)                                                        |
| Latinovits Zoltán (Budapest, 1931. szept. 9.– Balatonszemes, 1976. jún. 4.) színész | Apja: borsódi és katymári Latinovits Oszkár (Zombor, 1905. ápr. 19.– Budapest, 1954. szept. 20.) földbirtokos, kazánfűtő | Apai nagyanyja: Nirnsee Szidónia                                                                       | Apai nagyanyai dédapja: Nirnsee Lajos (A svéd eredetű nemes ajkai Nirnsee család rokona)                                              |
| Latinovits Zoltán (Budapest, 1931. szept. 9.– Balatonszemes, 1976. jún. 4.) színész | Apja: borsódi és katymári Latinovits Oszkár (Zombor, 1905. ápr. 19.– Budapest, 1954. szept. 20.) földbirtokos, kazánfűtő | Apai nagyanyja: Nirnsee Szidónia                                                                       | Apai nagyanyai dédanyja: Schoppal Szidónia (1858? – Pozsony, 1880. júl. 4.)                                                           |
| Latinovits Zoltán (Budapest, 1931. szept. 9.– Balatonszemes, 1976. jún. 4.) színész | Anyja: Gundel Katalin (Budapest, 1910. máj. 2.– Balatonszemes, 2010. jún. 13.)                                           | Anyai nagyapja: Gundel Károly (Budapest, 1883. szept. 23.– Budapest, 1956. nov. 28.) vendéglős         | Anyai nagyapai dédapja: Gundel János (Ansbach, 1844. márc. 3.– Budapest, 1915. dec. 28.) vendéglős                                    |
| Latinovits Zoltán (Budapest, 1931. szept. 9.– Balatonszemes, 1976. jún. 4.) színész | Anyja: Gundel Katalin (Budapest, 1910. máj. 2.– Balatonszemes, 2010. jún. 13.)                                           | Anyai nagyapja: Gundel Károly (Budapest, 1883. szept. 23.– Budapest, 1956. nov. 28.) vendéglős         | Anyai nagyapai dédanyja: Kommer Anna (Pest-Buda, 1851. dec. 24.– Budapest, 1920. dec. 12.)                                            |
| Latinovits Zoltán (Budapest, 1931. szept. 9.– Balatonszemes, 1976. jún. 4.) színész | Anyja: Gundel Katalin (Budapest, 1910. máj. 2.– Balatonszemes, 2010. jún. 13.)                                           | Anyai nagyanyja: Blasutigh Margit (Veszprém, 1885. máj. 30.– Budapest, 1961. júl. 5.)                  | Anyai nagyanyai dédapja: Blasutigh Mátyás (San Pietro al Natisone, 1840– Budapest, ?) kereskedő                                       |
| Latinovits Zoltán (Budapest, 1931. szept. 9.– Balatonszemes, 1976. jún. 4.) színész | Anyja: Gundel Katalin (Budapest, 1910. máj. 2.– Balatonszemes, 2010. jún. 13.)                                           | Anyai nagyanyja: Blasutigh Margit (Veszprém, 1885. máj. 30.– Budapest, 1961. júl. 5.)                  | Anyai nagyanyai dédanyja: Gerlits Ilona (Veszprém, 1851– Gölle, 1919)                                                                 |